# Marilyn Baptiste
Pour les articles homonymes, voir Baptiste.
Marilyn Baptiste est une ancienne cheffe de la première nation Xeni Gwet'in en Colombie-Britannique, au Canada.
Pour son rôle dans la campagne pour sauver le lac Teztan Biny (aussi appelé lac Fish) face à l'entreprise minière Taseko, elle reçoit le prix Eugene Rogers en 2011 et le Prix Goldman pour l'environnement en 2015.

## Biographie
Née aux alentours de 1970, elle grandit dans la vallée de Nemiah, avec son père, chef de la communauté Xeni Gwet'in, et ses sœurs.
En 2008, Baptiste est élue cheffe de la première nation Xeni Gwet'in. Elle co-fonde également First Nations Women Advocating Responsible Mining.

### Combat pour protéger le lac Teztan Biny
En 2008, l'entreprise minière Taseko propose l'installation de la mine de cuivre et d'or Prosperity, un projet qui aurait pour conséquence l'assèchement du lac Teztan Biny (ou lac Fish) et son utilisation comme dépôt de résidus miniers. Le projet reçoit en janvier 2010 l'autorisation du bureau d'évaluation environnementale de la Colombie-Britannique,. Alors que l'Agence canadienne d'évaluation environnementale évalue le projet, Baptiste rassemble des chefs tribaux, des anciens et des experts scientifiques afin de participer au processus d'évaluation. Après que l'agence ait rendu ses conclusions, le gouvernement fédéral s'oppose au projet en novembre 2010.
En février 2011, l'entreprise Taseko soumet une proposition modifiée de projet, New Prosperity, qui ne nécessite pas d'assécher le lac. L'entreprise commence à envoyer de la machinerie lourde sur place : Baptise organise alors seule un blocus pour empêcher le passage des équipes de l'entreprise minière,. En décembre 2011, la Cour Suprême de Colombie-Britannique rejette le recours de Taseko, qui demandait que les Tsilhqot'in (dont font partie les Xeni Gwet'in) stoppe leur blocage, et interdit à Taseko de commencer des travaux.
En 2012, Baptiste présente un rapport devant le Comité pour l’élimination de la discrimination raciale des Nations unies, pour mettre en lumière les violations aux droits indigènes dont sont victimes les Tsilhqot'in. Le rapport revient sur le combat autour de la protection du lac Teztan Biny, et le cadre réglementaire qui permet que les droits des premières nations soient bafoués.
En février 2014, le gouvernement fédéral rejette la proposition de nouveau projet de mine.
En juin 2014, la Cour Suprême accorde pour la première fois un titre ancestral autochtone sur un territoire et les Tsilhqot'in obtiennent le droit de gérer un territoire de plus de 1 750 kilomètres carrés comprenant la vallée de Nemiah,.
En mai 2020, après des années de batailles judiciaires, la Cour Suprême du Canada rejette la procédure d'appel de Taseko et la première nation Tsilhqot'in déclare le projet "mort".
Baptiste indique que son combat prend racine dans la guerre de Chilcotin de 1864, durant laquelle des membres de la nation Tsilhqot'in ont lutté contre la construction de routes à travers leur territoire.

## Distinctions
Baptiste reçoit le prix Eugene Rogers en 2011, pour son rôle dans la campagne pour sauver le lac Teztan Biny face à l'entreprise minière Taseko. En 2015, elle reçoit le Prix Goldman pour l'environnement,.